# Night Head 2041
Night Head 2041 est une série télévisée d'animation japonaise de 12 épisodes produite par Shirogumi, réalisée par Takamitsu Hirakawa et écrit par George Iida, directeur du drame original. Les conceptions de personnages originales sont fournies par Ōgure Ito, tandis que Kenichiro Tomiyasu dessine l'art conceptuel. Yutaka Yamada compose la musique de la série, et Slow Curve est crédité pour la planification et la production. Il a été diffusé dans la case horaire +Ultra de Fuji TV de juillet à septembre 2021.
Une adaptation de manga avec l'art d'Akira Ogawa a été sérialisée en ligne via le site Web de Kodansha Yanmaga Web depuis le 28 avril 2021 et a été collecté dans deux volumes tankōbon. Une nouvelle adaptation écrite par George Iida en collaboration avec Kawato Azusa a été publiée en deux volumes entre août et septembre 2021. Une adaptation de jeu sur scène a également été annoncée.

## Personnages
Naoto Kirihara (霧原直人, Kirihara Naoto)
Voix japonaise : Daisuke Ono, Hiroki Nanami (jeune),
Naoya Kirihara (霧原直也, Kirihara Naoya)
Voix japonaise : Nobunaga Shimazaki, Shizuka Ishigami (jeune),
Takuya Kuroki (黒木タクヤ, Kuroki Takuya)
Voix japonaise : Takahiro Sakurai, Natsumi Fujiwara (jeune),
Yūya Kuroki (黒木ユウヤ, Kuroki Yūya)
Voix japonaise : Kensho Ono, Makoto Koichi (jeune),
Michio Sonezaki (曽根崎道夫, Sonezaki Michio)
Voix japonaise : Kazuyuki Okitsu
Reika Mutō (武藤玲佳, Mutō Reika)
Voix japonaise : Lynn
Daisuke Honda (本田大輔, Honda Daisuke)
Voix japonaise : Yasuhiro Mamiya
Kimie Kobayashi (小林君枝, Kobayashi Kimie)
Voix japonaise : Yōko Hikasa
Yui Akiyama (秋山唯, Aikyama Yui)
Voix japonaise : Reina Ueda
Shoko Futami (双海翔子, Futami Shōko)
Voix japonaise : Kaori Maeda
Kyōjirō Mikuriya (御厨恭二朗, Mikuriya Kyōjirō)
Voix japonaise : Banjō Ginga
Suguru Kakitani (柿谷スグル, Kaiktani Suguru)
Voix japonaise : Tomoaki Maeno
Miki Tachibana (立花美紀, Tachibana Miki)
Voix japonaise : Aya Endō
Mikie Fujiki (藤木マイク, Fujiki Mikie)
Voix japonaise : Chikahiro Kobayashi
Kōji Kazama (風間浩二, Kazama Kōji)
Voix japonaise : Tomokazu Sugita
Emily Shinjō (新城エミリ, Shinjō Emiri)
Voix japonaise : Saori Hayami
Losyukov (ロシュコフ, Roshukofu)
Voix japonaise : Kōsei Hirota
Victor (ヴィクトル, Vikutoru)
Voix japonaise : Tarusuke Shingaki
Akiko Okuhara (奥原晶子, Okuhara Akiko)
Voix japonaise : Mari Yokoo
Misaki l'Aîné (ミサキ老人, Misaki Rōjin)
Voix japonaise : Motomu Kiyokawa